# Andrew Thomas Mlugu
Andrew Thomas Mlugu, (* 12. listopadu 1995 v Dar es Salaamu, Tanzanie) je tanzanský zápasník–judista. S judem začal v 15 letech na střední škole. V roce 2016 obdržel od tripartitní komise pozvánku k účasti na olympijských hrách v Riu, kde vypadl v úvodním kole. Na zahajovacím ceremoniálu olympijských her v Riu nesl vlajku své země.